# Eleonora Staniszewska
Eleonora Staniszewska Dziękiewicz (Danzica, 25 ottobre 1978) è un'ex pallavolista polacca.
Giocava nel ruolo di centrale.

## Carriera
La carriera di Eleonora Staniszewska, anche nota come Eleonora Dziękiewicz, inizia a livello giovanile con la formazione del Gdański Klub Sportowy Gedania. Gioca poi nelle categorie minori del campionato polacco con il Mogileński Klub Sportowy Sokół Mogilno e nuovamente col Gdański Klub Sportowy Gedania.
Fa il suo esordio nella massima serie nella stagione 2000-01, vestendo la maglia del Stal Mielec per tre campionati; per altrettante stagioni veste poi la maglia del Pilskie Towarzystwo Piłki Siatkowej di Piła, dopo esservi approdata nel campionato 2003-04. Gioca poi per due annate nel Stowarzyszenie Siatkówki Kaliskiej Calisia Kalisz: nella stagione 2006-07 vince lo scudetto e la Coppa di Polonia, venendo anche premiata come MVP del torneo, mentre in quella successiva si aggiudica la Supercoppa polacca; nel 2007 viene convocata per la prima volta nella nazionale polacca, venendo anche premiata come miglior muro al World Grand Prix.
Gioca poi nelle stagioni 2008-09 e 2009-10 per il Bialski Klub Sportowy di Bielsko-Biała, vincendo ancora uno scudetto ed una coppa nazionale; con la nazionale vince la medaglia di bronzo al campionato europeo 2009. Veste poi nei campionati 2010-11 e 2011-12 la maglia del Trefl Piłka Siatkowa di Sopot, col quale si aggiudica il terzo scudetto della sua carriera.
Dopo aver giocato la stagione 2012-13 col Małopolski Klub Siatkówki Muszyna, trionfando in Coppa CEV, nel campionato successiva passa al Miejski Klub Sportowy Dąbrowa Górnicza, aggiudicandosi la supercoppa nazionale: al termine alla stagione 2016-17 annuncia il suo ritiro dall'attività agonistica.

## Palmarès

### Club
- Campionato polacco: 3

2006-07, 2009-10, 2011-12
- Coppa di Polonia: 2

2006-07, 2008-09
- Supercoppa polacca: 2

2007, 2013
- Coppa CEV: 1

2012-13

### Premi individuali
- 2007 - Coppa di Polonia: MVP
- 2007 - World Grand Prix: Miglior muro